# Grand cercle républicain
Le Grand Cercle Républicain est une formation politique française fondée le 15 février 1898 afin de structurer le « parti progressiste » (républicains modérés). Victime de la scission de ce parti pendant l'affaire Dreyfus, elle est dissoute à la fin de l'année 1900.

## Histoire

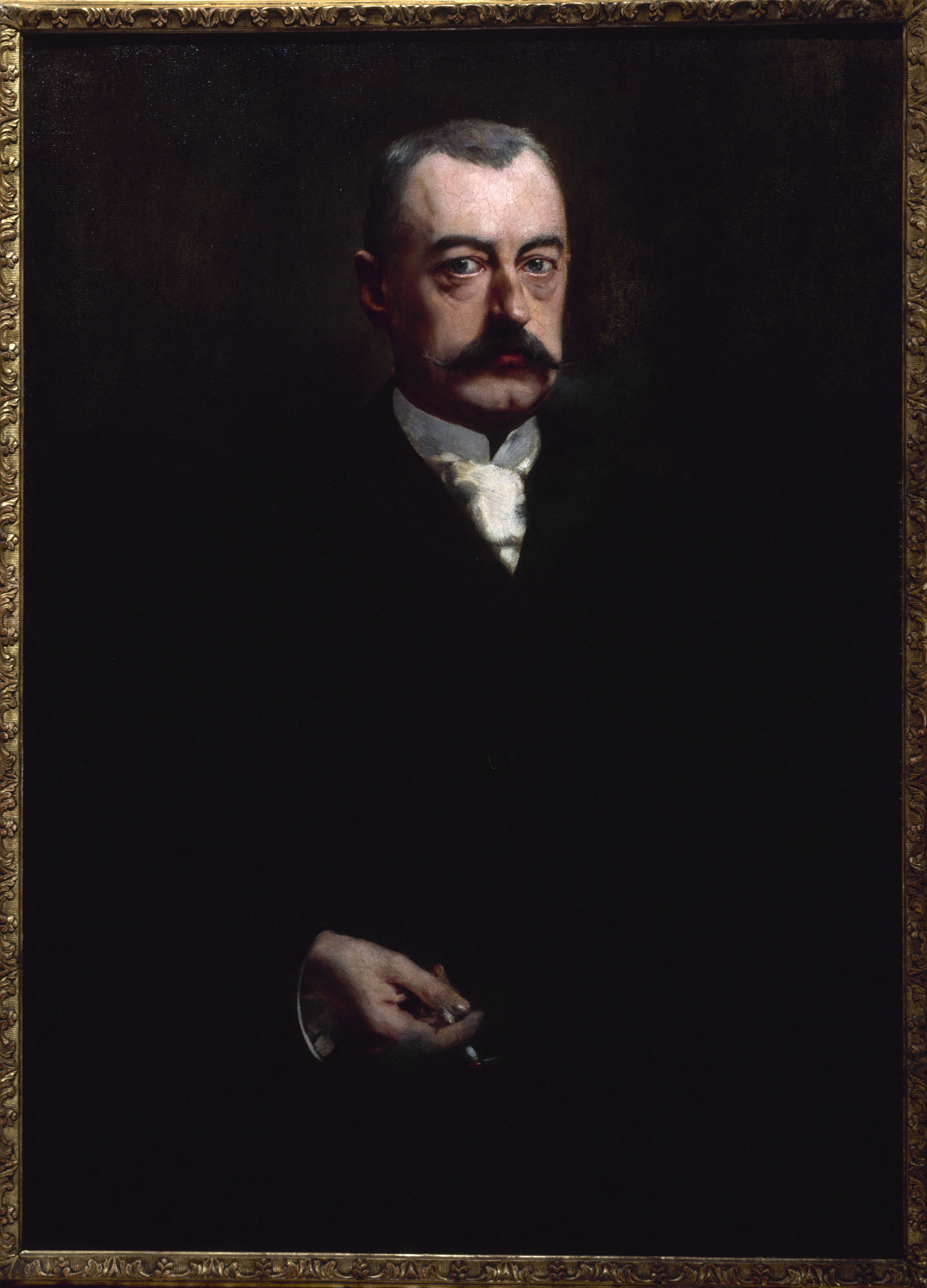
Pierre Waldeck-Rousseau, premier président du Cercle (portrait par Gervex, 1894).

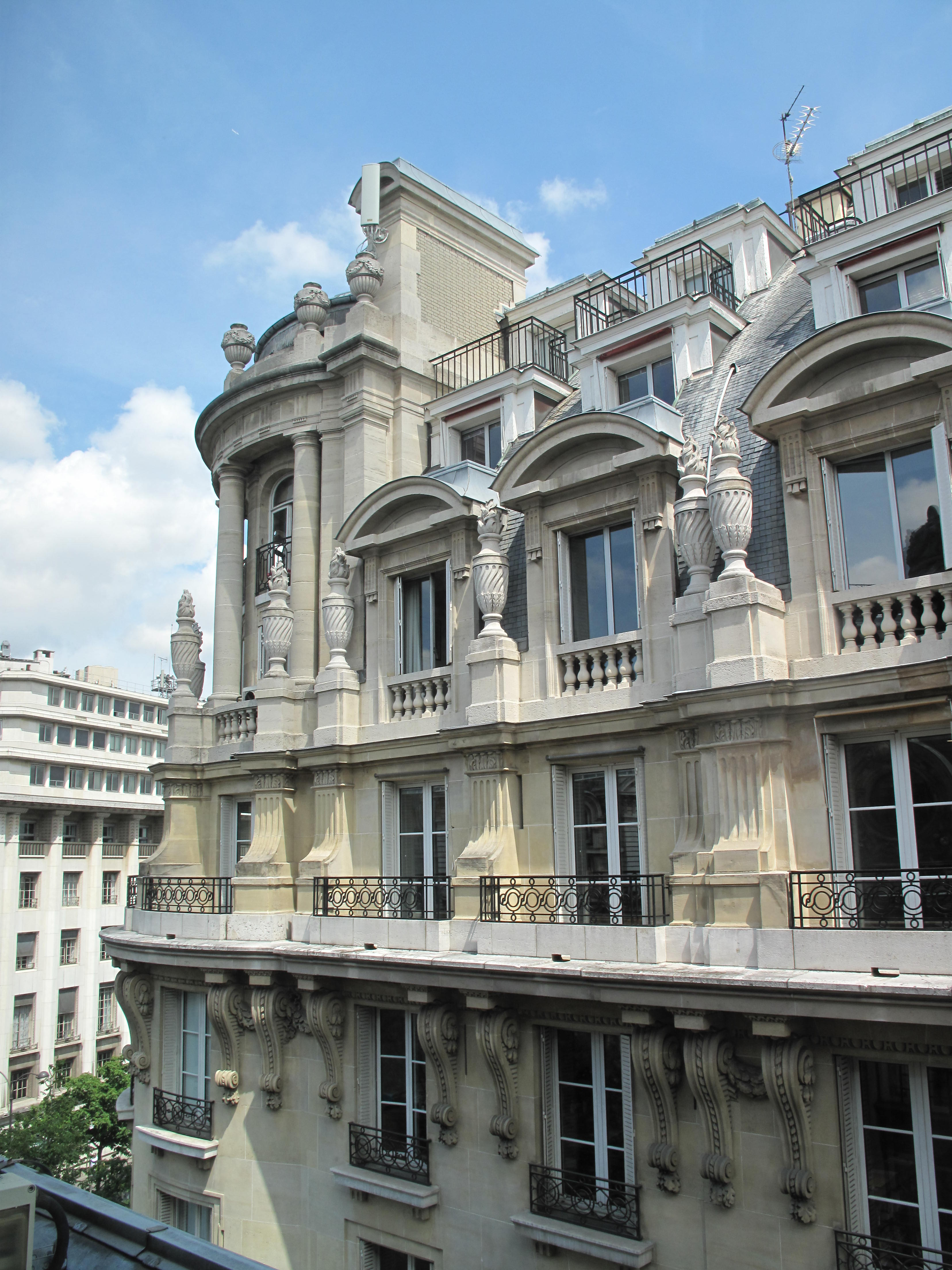
L'immeuble à l'angle du boulevard des Italiens et de la rue de Gramont, où le Cercle avait son siège.

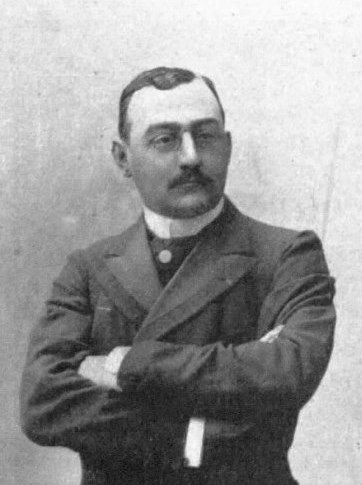
Marcel Fournier, initiateur et secrétaire général du Cercle.

Le 21 décembre 1896, lors d'un dîner organisé par la Revue politique et parlementaire, le directeur de celle-ci, Marcel Fournier, propose de créer « un Grand Cercle Républicain, qui serait […] un centre d'information, d'action permanente et de rapprochement pour tous ».
L'idée est développée le 18 juin suivant, à l'occasion d'un autre dîner, par le sénateur et ancien ministre Pierre Waldeck-Rousseau. Après avoir rappelé les inconvénients de l'indiscipline parlementaire, il érige en modèle les partis politiques britanniques et leurs clubs. Il esquisse le projet d'une organisation centrale capable de réunir les informations utiles, de coordonner les efforts et les votes des républicains de gouvernement autour d'un programme commun, de communiquer avec la presse et d'agir sur l'opinion. Un comité d'initiative se forme aussitôt avec des représentants de différents groupes parlementaires modérés (Union républicaine du Sénat, Gauche du Sénat, Centre gauche du Sénat, Républicains de gouvernement de la Chambre des députés). Une première circulaire est lancée le 1er août.
Lors d'un banquet républicain organisé à Reims le 24 octobre 1897, Waldeck-Rousseau précise sa vision et explique que la future organisation ne supprimera pas mais renforcera les associations républicaines existantes telles que l'Association nationale républicaine présidée par Honoré Audiffred, l'Association gambettiste présidée par Jules Cazot, l'Union libérale républicaine présidée par Henri Barboux et le Comité national républicain du commerce et de l'industrie présidé par Charles Expert-Bezançon. Une seconde circulaire est rédigée dès le lendemain. Elle apporte de nouvelles précisions et fixe la cotisation à 200 francs pour les sociétaires parisiens ou 100 francs pour les correspondants des départements, avec un engagement de trois ans. Un local est trouvé, au no 30 de la rue de Gramont, à l'angle du boulevard des Italiens (no 15). Outre ses fonctions politiques, il a vocation à présenter tout le confort des clubs à l'anglaise, avec une salle de lecture, des salons et une salle à manger. En revanche, les jeux de hasard y seront strictement prohibés.
L'assemblée constitutive a finalement lieu le 15 février 1898, en présence de 600 personnes, dans des locaux qui ne seront inaugurés que le 22 mars. Le président du Cercle, Waldeck-Rousseau y proclame la nécessité « de former un grand parti, compact, homogène […] ayant une orientation précise arrêtée, une discipline, une direction supérieure, constante et respectée ».
A la fin de l'année 1898, le Cercle compte déjà 1 695 membres, majoritairement issus de la province. Cependant, l'indiscipline des politiciens et la méfiance des comités locaux envers les organisations centralisatrices freinent la progression du Cercle, dont le nombre d'adhérents stagne (1 781 en novembre 1899). Waldeck-Rousseau démissionne de la présidence quand il est nommé à la tête du gouvernement, à la fin du mois de juin 1899. Il est alors remplacé par l'un des vice-présidents, Expert-Bezançon, qui est élu président le 9 février suivant.
L'affaire Dreyfus, en exacerbant les divergences au sein des progressistes, ruine les efforts du Cercle, dont le siège ferme dès le mois d'avril 1900 et dont l'assemblée générale décide la dissolution ainsi que la liquidation des biens le 30 novembre suivant,. Malgré - ou à cause de - cette scission, le besoin d'organisation demeure : les dreyfusards, partisans du gouvernement Waldeck-Rousseau, fonderont dès l'année suivante l'Alliance républicaine démocratique (ARD), tandis que les « mélinistes », hostiles au rapprochement avec les radicaux-socialistes et les socialistes indépendants, constitueront en 1903 la Fédération républicaine.

## Membres notables
CI : Membre du comité d’initiative. CG : Membre du conseil général du Cercle. Les membres du bureau sont indiqués en gras.
- Honoré Audiffred (CG, vice-président)
- Édouard Barbey (CG)
- Guillaume Beer, conseiller général de Seine-et-Oise (CG)
- Georges Berthoulat[13]
- Léon Bizouarne, expert-comptable près le tribunal civil de la Seine (CG, trésorier jusqu'en 1899)
- Louis Boucher, industriel (CG)
- Louis Boudenoot (CG)
- Carré, président de la chambre des notaires de Rouen (CG)
- Émile Cazelles (CG)
- Jules Cazot (CI, CG, vice-président)
- Franck Chauveau (CI, CG)
- Louis Chavanon (CG)
- Alexandre Colcombet, industriel, conseiller général de la Loire (CG)
- Fernand Crouan (CG)
- Alexandre Debouchaud (CG)
- Albert Decrais (CG)
- Paul Delombre (CG)
- Émile Demagny (CG)
- Charles Demôle (CI)
- Paul Deschanel (CI, CG)
- Jules Develle (CG)
- Duval, président de la chambre de commerce de Saint-Nazaire (CG)
- Charles Expert-Bezançon (CG, vice-président, président en 1900)
- Léopold Faye (CI, CG)
- Marcel Fournier (CI, CG, secrétaire général)
- Gaston Griolet (CG)
- Florent Guillain (CG)
- Amédée Guillotin, ancien président du tribunal de commerce de la Seine (CG)
- Émile Guyot (CI, CG)
- Léon Herbart (CG)
- Charles Jonnart (CI, CG)
- Jouvin, avocat à Rouen (CG)
- Georges Juillard, maire d’Épinal (CG)
- James de Kerjégu (CG)
- Xavier Knieder, vice-président de la chambre de commerce de Rouen (CG)
- Georges Kœchlin, industriel à Belfort (CG)
- Camille Krantz (CG)
- R. Lang, industriel à Nancy (CG)
- Lionel Laroze, maître des requêtes honoraire au Conseil d’État (CG)
- Adolphe Lelièvre (CI, CG)
- Paul Maret (CI, CG)
- Jean Marty (CI)
- Georges Maurin, président de l'Union des syndicats agricoles de Provence (CG)
- Henry Ménier, industriel (CG)
- Victor Milliard (CI)
- Edmond Moreau (CG)
- Hippolyte Morel (CI, CG)
- Eugène Motte (CG)
- Émile Néron-Bancel[13]
- Maurice Noirot (CG)
- Alcide Charles Jean d'Orbigny (CG)
- Raymond Poincaré (CG)
- François Poirrier (CG)
- David Raynal (CG)
- Maurice Spronck[13]
- Sully-Prudhomme (CG)
- Léon Thirault (trésorier en 1900)[13]
- Pierre Waldeck-Rousseau (CI, CG, président jusqu'en 1899)